# 大橋和夫
大橋 和夫（おおはし かずお、1928年（昭和3年）8月3日 - 2005年（平成17年）10月25日）は、日本の政治家。千葉県船橋市長。

## 来歴
新潟県長岡市出身。表町小学校、旧制長岡中学校、旧制新潟高等学校を経て、東京大学法学部卒業後、自治庁に入庁。外事広報課長、地方課長、衆議院議長秘書官、埼玉県財政課長等を歴任、1968年4月、千葉県へ赴任。企画部長を経て、1971年7月には千葉県教育長に就任、県立高校7校を新設開校したのをはじめ、若潮国体の開催、千葉県立美術館の開館等に尽力。後に川上紀一と千葉県知事の座を巡って争うが、知事選挙において川上に敗れる。
習志野文化ホール理事長を歴任後、1981年7月、公選制第6代の船橋市長に就任した。任期中は海老川・長津川の改修による浸水被害対策や船橋市立医療センター、同救急救命センターの開設、ドクターカーシステムを全国で初めて導入するなど、救急医療の先進都市実現のため貢献した。また、「スポーツ健康都市」をスローガンに武道センターや船橋アリーナの建設、市立船橋高校の体育科設置など同市の健康活動促進のため尽力した。2005年10月25日死去、同年12月に船橋市民文化ホールにて船橋市葬が行われている。
国際交流の分野においてもアメリカ合衆国ヘイワードをはじめ、デンマークオーデンセ、中華人民共和国西安との姉妹･友好都市の提携、アンデルセン公園の開設などの成果を挙げた。勲三等旭日中綬章授与。
全国囲碁同好市長会顧問をつとめ、日本棋院から大倉喜七郎賞を受賞。追贈八段。